# چاقوی سوئیسی

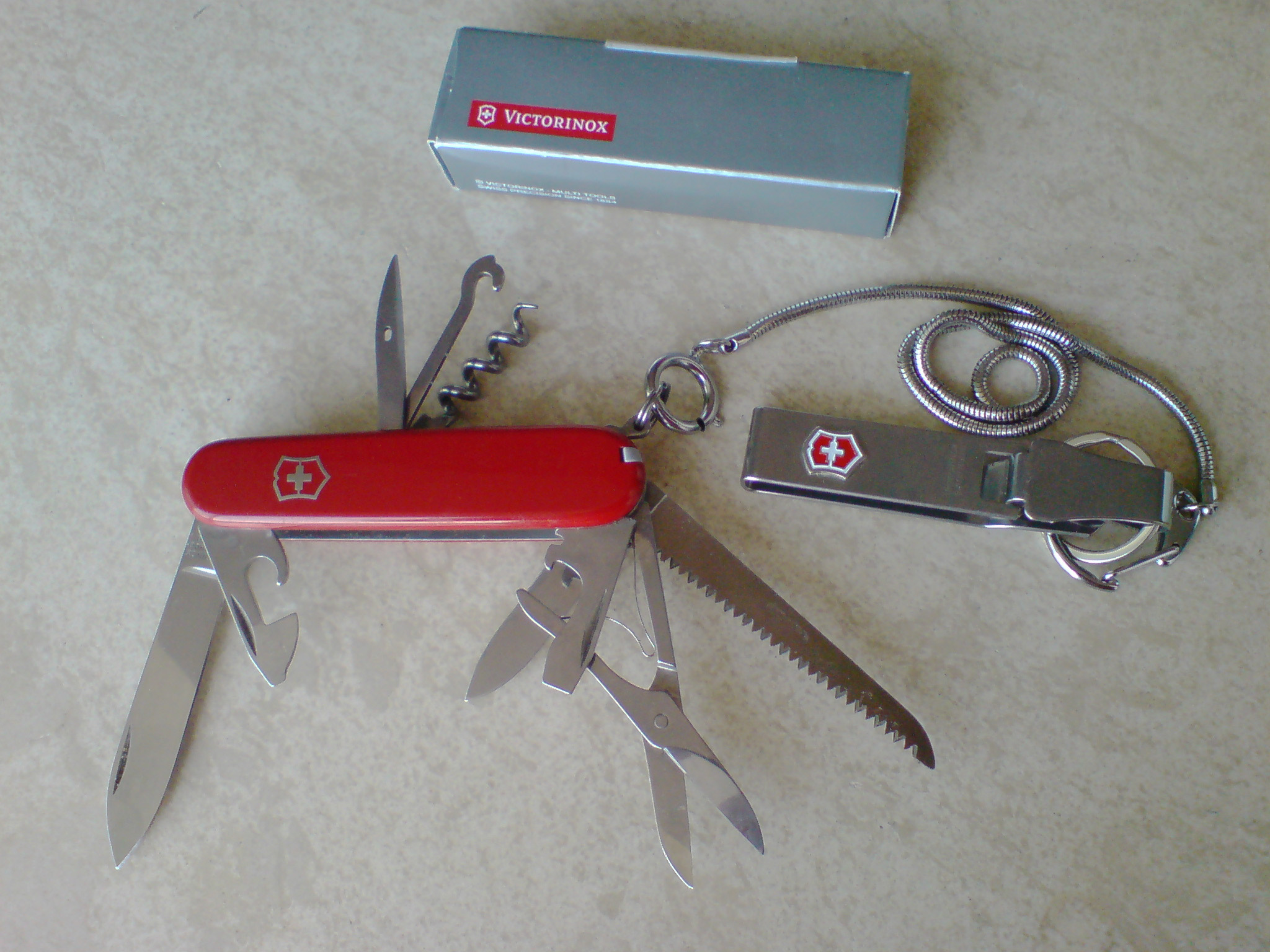

چاقوی سوئیسی یا چاقوی ارتش سوئیس (به انگلیسی: Swiss Army knife) (به آلمانی: Schweizer Offiziersmesser) یک برند برای نوعی چاقوی جیبیِ چندکاره یا چندابزاره است که توسط ویکتورینوکس و ونگر تولید می‌شود. اصطلاح انگلیسی «سوئیس آرمی نایف» توسط سربازان آمریکایی به‌خاطر سختی تلفظ نام آلمانی آن، بعد از جنگ جهانی دوم به‌کار برده شد.

## تاریخچه
در سال ۱۸۹۱ شخصی به نام کارل السنر (Karl Elsener) که مالک یک کمپانی سازنده ابزار و تجهیزات جراحی بود، متوجه شد که چاقوهای جیبی که در اختیار نیروهای ارتش سوئیس قرار می گیرد، در اصل ساخت کشور آلمان است. این امر او را به شدت تحت تأثیر قرار داد و با هدف ساخت چاقوهایی که در اختیار ارتش قرار گیرد، موسسه آلات برنده سوئیس را بنیان گذاری نمود.
پس از آن، او ساخت چاقوهایی را که چاقوی سربازان "Soldiers Knife" نامیده می شدند و در واقع اجداد SAK های مدرن امروزی هستند، آغاز نمود. مدل اصلی این چاقوها دسته چوبی داشت و به یک پیچ گوشتی، یک قوطی باز کن و یک سوراخ کن مجهز بود. هر چند این چاقوها به اعضای ارتش فروخته می شد و کارایی لازم را دارا بود، اما السنر از این محصول چندان راضی به نظر نمی رسید.
در سال ۱۸۹۶ پس از پنج سال کار سخت و مداوم، السنر طرح جدیدی از این چاقو را ارائه نمود که در آن دو طرف دسته چاقو تیغه هایی قرار داشت که با استفاده از یک مکانیزم ارتجاعی مخصوص، امکان نگه داشتن آنها را با همان یک فنر امکان پذیر می نمود.
در حقیقت ساخت چنین وسیله ای در زمان خودش نوعی اختراع محسوب می شد. در این حالت السنر می توانست به تعداد دو برابر ابزار در داخل دسته چاقو بگنجاند.
السنر و کمپانی اش که ویکتورنیکس (Victorinox) نام داشت تا سال ۱۸۹۳ به طور کاملاً انحصاری بازار این قبیل محصولات را در اختیار داشتند. در آن سال شرکت سازنده چاقوی دیگری با نام Paul Boechat & Cie با مدیریت دلمونت (Delemont) در سوئیس تأسیس شد که محصولی مشابه را به فروش می رساند و بعدها تئودور ونگر (Theodore Wenger) که یکی از مدیران اسبق بود، مالکیت آن را در اختیار گرفت و نام آن به شرکت Wenger تغییر یافت.
این دو شرکت با هدف تولید چاقوهایی با کیفیت بهتر و قیمت ارزان تر با یکدیگر رقابت می نمودند، شعار تبلیغاتی شرکت Wenger، "چاقوی اصل Swiss Army " بود و در مقابل شرکت Victorinox "چاقوی ابتکاری Swiss Army" را به عنوان تبلیغ محصولاتش به کار می برد. به هر ترتیب در ۲۶ آوریل سال ۲۰۰۵ شرکت Victorinox شرکت رقیب را در اختیار خود گرفت و یک بار دیگر به تنها تولید کننده SAK بدل شد.
دو شرکت سازنده چاقو در سوئیس Victorinox و Wenger در مجموع سالیانه حدود ۵۰۰ هزار چاقو در اختیار ارتش این کشور قرار می دادند. بقیه تولیدات این شرکت ها به صادرات، خصوصاً صادرات به کشور آمریکا اختصاص داشت. محصولات این دو کارخانه در دیگر کشورها توسط آرم های اختصاصی آنها قابل شناسایی بود. لوگوی شرکت Victorinox صلیبی (+) بود که توسط یک سپر دوطرفه متقارن احاطه شده بود، در حالیکه در تولیدات Wenger صلیب (+) داخل یک مربع قرار داشت.
در حال حاضر پیشرفته ترین چاقوهایی که وجود دارد یکی ساخت شرکت Wenger است که به اشاره گر لیزری مجهز است و دیگری چاقویی با دو گیگا بایت حافظه موقت از تولیدات شرکت Victorinox.
شرکت Victorinox در شهر آیباخ (Ibach) سوئیس واقع شده و یک نمایشگاه دائمی نیز در آن قرار دارد. Wenger در شهر دلمونت (Delemont) سوئیس واقع شده است. بد نیست بدانیم شرکت های بسیار دیگری نیز وجود دارند که چاقوهای تاشو با ظاهری کاملا مشابه با SAK ها تولید می کنند.
SAK ها از مشخصه های یکی از برنامه های تلویزیون آمریکا با نام "MacGyver " بودند. شخصیت اصلی این داستان ها از ابزار مختلف این چاقو ها برای ساخت وسایل مختلف استقاده می نمود. در زمان پخش این برنامه SAK ها در آمریکا بسیار محبوب شدند و تقریبا کلیه مدل های این چاقو در آمریکا در دسترس همگان قرار داشت.
در طول سالیان گذشته نیز در طنزهای مختلف تلویزیونی به عنوان سمبلی از یک وسیله چند منظوره از این چاقوها استفاده شده و کارایی آن ها مورد تأکید قرار گرفته است، از آن جمله می توان به انیمیشن های تلویزیونی "The Simpso" و "The Tick " اشاره نمود.
در یک فیلم سینمایی با نام Naked Gun نیز اختراع یکی از شخصیت های قیلم (با اشاره به SAK ها) کفشی است که یک چاقو از جلوی آن بیرون می آید و ابزار مختلف دیگری نیز در طرفین کفش قرار گرفته اند. هم اکنون چاقوها توسط ویکتورینوکس، بزرگترین تولید کننده چاقو در اروپا تولید می‌شوند. این شرکت در سال 1884 تاسیس شد. از این گذشته ، 10 میلیون از این چاقوهای جیبی سالانه تولید می‌شود.
کارخانه اصلی در Ibach- سوئیس، قرار داد و انواع مختلف چاقو را تولید می‌کند. در این کارخانه، حدود 5 دقیقه طول می‌کشد تا بسته به مدل، یک چاقوی جیبی تولید شود. 400 مدل مختلف از چاقوی سوئیسی وجود دارد. که در همین کارخانه تولید می‌شود.

## ساختار
این چاقو از 85٪ آهن تشکیل شده است، به همراه 13٪ كروم و مقدا کمی از فلزات دیگر.
سالانه 2400 تن فولاد رول شده به کارخانه ویکتورینوکس وارد می‌شود.
این رول‌ها، که قرار است تیغه‌های چاقو از آن‌ها تولید شود، تا ضخامت 2 میلی متر نازک می‌شوند. برای نازک شدن فولاد تیغه‌ها، به 50 تن فشار نیاز دارند.  هر رول فولاد می‌تواند 16000 تیغه چاقو ایجاد کند. ابزارهای مختلف به آلیاژهای مختلفی احتیاج دارند. تیغه‌های چاقو باید از فولاد سخت ساخته شوند، در حالی که پیچ گوشتی‌ها از فولاد نرم‌تر تشکیل می‌شوند. تیغه‌های چاقو با استفاده از جرم‌های پلاستیکی مثلثی شکل و آب به هم سابیده می‌شوند. سپس از طریق آهن‌ربا از این محیط جدا می‌شوند و برای رسیدن به عرض دقیق، دوباره صیقل داده می‌شوند. روی آنها مهر شرکت زده می‌شود و سپس در کوره ای با دمای 1050 درجه سانتیگراد قرار می‌گیرند. چاقوهای سوئیس توسط فضانوردان در فضا استفاده می‌شد.
چاقوهای ارتش سوئیس اولین ابزار جهانی نبودند، اما اولین سازه‌ی دو طرفه بودند. سوئیس در ابتدا فقط چاقوی جراحی تولید می‌کرد اما پس از مشهور شدنش، شروع به تولید چاقو برای ارتش سوئیس کرد.
بعد از این کار توسط پوشش قرمز و مشهور پوشانده شده و روانه بازار میشوند. در این کارخانه نسخه های دیگر چاقو وجود دارد، که با دست مونتاژ می شوند. چاقوها از کارخانه Ibach به بیش از 120 کشور جهان صادر می شوند.
چاقوهای سوئیسی یا در اصل، چاقوی ارتش سوئیس نوعی از چاقوهای ساخت دو شرکت سوئیسی Victorinox AG و Wenger SA است که نه فقط یک چاقو بلکه مجموعه ای از وسایل مختلف است. این وسایل شامل انواع در بازکن برای قوطی ها ، قیچی ، سیم چین و حتی قاشق و چنگال و بسیاری وسیله دیگر است.

### مدل 1890، اولین چاقوی تولید شده مدل سوئیسی
طول و قطر چاقوهای سوئیسی در مدلهای مختلف و با توجه به اندازه و تعداد وسایل به کار رفته در آن متفاوت است و معمولا طول آنها از 58 تا 111 میلی متر در مدلهای مختلف متفاوت است و قطر 85 میلی متری نیز معمول ترین اندازه برای قطر این نوع از چاقو است.

### انواع مختلف چاقوهای سوئیسی
معمولا قبضه چاقوهای سوئیسی به رنگهای قرمز و یا مشکی بوده و بر روی آنها آرم ارتش سوئیس به شکل یک صلیب نقش بسته است. از سال 1890 به این سو دو شرکت فوق تولید چاقوهای مختلف را برای ارتش سوئیس بر عهده داشتند و توانسته اند شهرت مناسبی را برای محصول خود در جهان بدست آورند.حتی در فرهنگ غربی زمانی که بخواهند شخص یا وسیله که توانایی چندین کار را داشته باشد مثال بزنند، وی را به چاقوی سوئیسی تشبیه می کنند.
این چاقو ها برای موارد استفاده گوناگون، انواع مختلفی دارند که ابزار هر کدام با دیگری متفاوت است. مدلی از این چاقو که در ارتش سوئیس استفاده می شد، یک دسته فلزی صاف آلومینیومی به همراه یک علامت + داشت و متشکل از سوراخ کن، بطری بازکن، پیچ گوشتی، پوست کن و یک قوطی باز کن بود.
نوع دیگر آن که مدل استاندارد ارتش بود، یک قسمت جدا کننده از جنس برنج نیز داشت که باعث می شد چاقو، پیچ گوشتی و سوراخ کن هم زمان باز شوند و برای آماده سازی اسلحه هایی که در ارتش سوئیس به کار می رفت، مانند SIG ۵۵۰ و قدیمی تر از آن SIG ۵۱۰ استفاده می شد. در واقع این چاقو برای نگه داشتن گلنگدن در زمان بستن اسلحه توسط سربازان به کار می رفت.
رایج ترین مدل SAK ها ترکیبی از مدل ارتشی به علاوه یک تیغه ثانویه، یک قیچی کوچک، یک خلال دندان، یک در بطری باز کن، یک پیچ گوشتی چهارسو و یک سوهان ناخن است.
مدل دیگری نیز وجود دارد که شامل اره، قلاب، ذره بین، قلم خودکار، یک ترازوی ماهی تاشو که مانند یک خط کش ۷ سانتیمتری نیز عمل می کند، انبردست/سیم چین و یک زنجیر کلید، می باشد.
امروزه با پیشرفت تکنولوژی مدل های جدید تر این چاقوها به وسایل مدرنی از قبیل حافظه موقت USB، ساعت دیجیتالی، ارتفاع سنج دیجیتالی، چراغ قوه LED، اشاره گر لیزری و حتی پخش کننده MP۳ مجهز شده اند.
این چاقو ها در سایز استاندارد ۳.۵ اینچ (۹ سانتی متر) طول و ۰.۷۵ اینچ (۲ سانتی متر) عرض دارند. سایز کوچک تری نیز موجود است که ۲.۲۵ اینچ (۶ سانتی متر) طول و ۰.۵ اینچ (۱.۵ سانتی متر) عرض دارند. ضخامت SAK ها به تعداد ابزار موجود در آنها بستگی دارد.
مدل های مسطح این چاقوها که به جز چاقو تعداد محدودی ابزار دارد، سایز و طراحی ظاهری اش مشابه کارت های اعتباری است و به آنها SwissCard گفته می شود، این مدل چاقو به راحتی در کیف پول جای می گیرد.
هر چند SAK های قرمز رنگ محبوبیت بسیاری دارند و بیشتر به چشم می خورند، اما این چاقو در رنگ های مشکی، آبی، سفید، زرد فسفری و رنگ های دیگر نیز در دسترس است. روکش پلاستیکی این چاقوها معمولا مات است، اما در برخی از مدل ها به صورت شفاف نیز دیده می شود، چاقو هایی با روکش های چوبی و فلزی نیز موجود هستند.